# П'єр Сільвен Марешаль
П'єр Сільвен Марешаль (фр. Pierre Sylvain Maréchal; 15 серпня 1750, Париж — 18 січня 1803, Монруж, Франція) — французький філософ, письменник і політичний діяч. Учасник утопічно-комуністичної «Змови Рівних».

## Біографія
Народився Парижі у сім'ї виноторговця, вивчав право. У 20-річному віці опублікував збірку ідилій Bergeries, досить успішну, щоб її автора прийняли на службу бібліотекарем у престижний Коледж Чотирьох Націй. У цей період його зацікавили ідеї атеїзму та деїзму, він знайомиться з творами Руссо, Вольтера, Гельвеція та Дідро.
Незабаром він розвиває власну ідею аграрного соціалізму з колективною власністю на майно. Прихильність до ідеалу культу Розуму, критика релігії та абсолютизму послужило приводом для його вигнання з Колледжа. За видання альманаху (календаря) (фр. Almanach des Honnêtes Gens), в якому святі з церковного календаря були заміщені відомими історичними особистостями, провів чотири місяці у в'язниці. Надалі всі твори публікував анонімно, щоб уникнути переслідувань.
Був серед прихильників Французької революції, захищав права бідняків. Взяв участь у змові Бабефа, на відміну від інших учасників, безкарно. Як видавець газети «Révolutions de Paris» ратував за визволення людей від рабства і розглядав релігію як інструмент поневолення.
В останні роки життя Марешаль відійшов від активної політичної діяльності та присвятив себе літературній творчості, за допомогою якої виступав проти ідеалізму та релігії (а в одній із пізніх праць — і проти прав жінок, що свідчило про обмеженість його егалітаризму). В 1799 році опублікував 6-томний історико-просвітницький роман «Подорожі Піфагора » (опублікований в Росії без імені автора в 1804-1810), в 1801 — полемічний працю «За і проти Біблії». У 1802 році він опублікував анонімну книгу «Історія Росії, скорочена до викладу лише важливих фактів», де вперше з'явилася фальшивка «Заповіт Катерини II». Помер 1803 року.

## Список творів
- Bergeries (1770)
- Chansons anacréontiques (1770)
- Essais de poésies légères suivis d'un songe (1775)
- Fragments d'un poème moral sur Dieu (1780)
- Dieu et les prêtres
- Fragments d'un poème philosophique (1781)
- L'Âge d'Or (1782)
- Livre échappé du déluge (1784)
- Almanach des Honnêtes Gens (1788)
- Apologues modernes, à l'usage d'un dauphin (1788)
- Dame Nature à la barre de l'Assemblée nationale (1791)
- Jugement dernier des rois (théâtre, 1793)
- Manifeste des Égaux (1801)
- Pensées libres sur les prêtres (1798)
- Le Lucrèce Français (1798)
- Culte et lois d'une société d'hommes sans Dieu (1798)
- Les Voyages de Pythagore (1799)
- Dictionnaire des Athées anciens et modernes (1800)
- Pour et contre la Bible (1801)